# ボブ・ラッツ

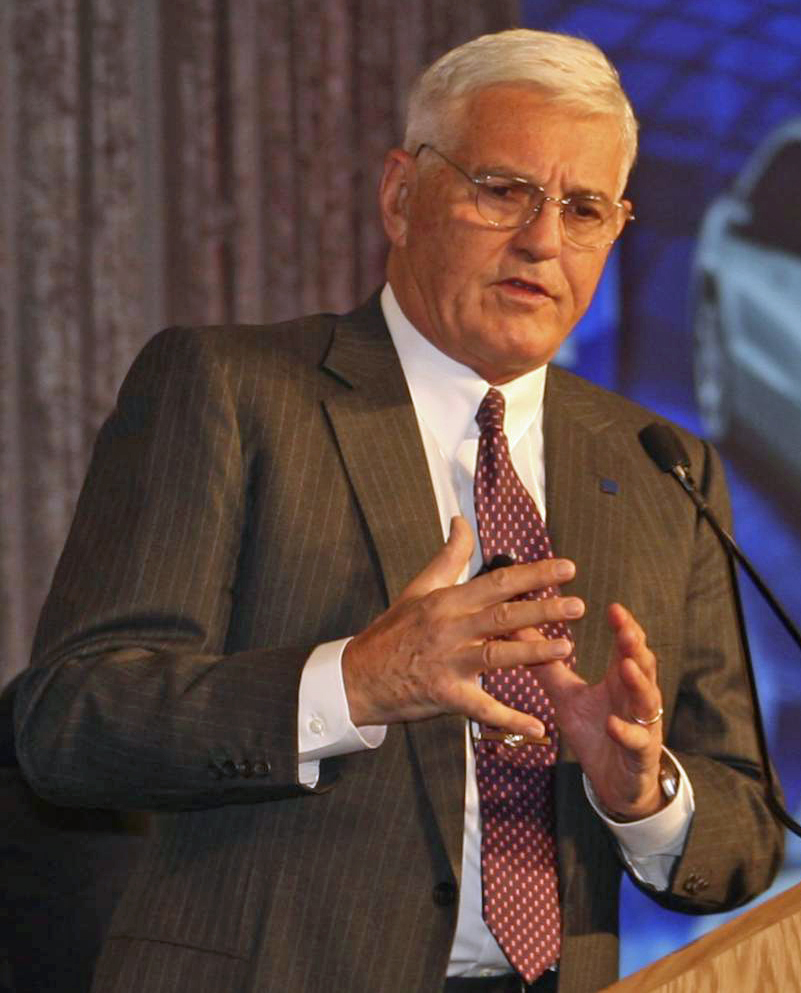
ボブ・ラッツ

“ボブ”ロバート・アンソニー・ラッツ（Robert Anthony "Bob" Lutz、1932年 - ）はアメリカ合衆国の実業家。GM副会長。

## 経歴
1932年スイスに生まれる。第二次世界大戦が勃発した影響で7歳のときにアメリカに渡り、終戦まで過ごす。
1954年からはアメリカ海兵隊に在籍していたが、1959年には海兵隊を除隊し、1963年にGMヨーロッパに入社する。
そして1971年にはBMWへ転職するが、3年で1974年にフォード・モーターに移籍する。
フォード・モーター在籍中はフォード・エクスプローラーなどの開発を主導し、副会長まで登り詰めた後、1986年にクライスラーに移籍。
クライスラーではアメリカン・スポーツカーの代名詞の一つなったダッジ・バイパーや、プリマス・プロウラー、クラシックなデザインのPTクルーザーを手がける。
その後、1998年にGMに移籍し、高級車のキャデラックやシボレーなど、不振に喘ぐGMの建て直しの一翼を担い、現在は副会長の要職にある。
近年は特に「シボレー・カマロ」の開発を主導し、ヒットに繋がった。
当初は高齢のため2009年までに引退予定であったが、GM破綻に伴いGMより請われ、副会長に留まっている。
経営畑や財務畑の多い、ビッグ3の経営者の中で、とりわけ自動車ファンの心を擽る車の発想に長けていることから、彼が手がけた車になぞらえて、ファンや評論家からは生粋の”カーガイ（CAR GUY）”と呼ばれている。